# Kennemer Zweefvlieg Club
De Kennemer Zweefvlieg Club (KZC) is de enige zweefvliegclub in de Randstad. Deze Nederlandse club werd in 1945 opgericht en vliegt vanaf zweefvliegveld Langeveld in de duinen bij Langevelderslag. De club vliegt vanaf maart tot november enkele dagen per week.

## Het veld
Langeveld ligt in een beschermd natuurgebied. Het is uitsluitend aangewezen als zweefvliegveld, gemotoriseerd verkeer is niet toegestaan. Het vliegveld beschikt over een lange grasbaan van ruim 950 meter die oost-west ligt. Daarnaast is er een strip van 600 meter die ONO-WZW ligt. Deze baan wordt vooral bij zeer harde wind gebruikt en wordt daarom ook wel stormbaan genoemd. Voor het starten wordt gebruikgemaakt van een MEL-zestrommellier, die in 2017 van de RAF werd overgenomen.

## Hellingvliegen
De KZC is een van de clubs in Nederland die gebruik kunnen maken van hellingstijgwind. Bij een stevige noordwestenwind is het mogelijk om langs het duin te blijven vliegen zonder te dalen. De wind wordt door het duin opgestuwd en zorgt ervoor dat het vliegtuig kan blijven vliegen. Omdat men meestal niet hoog genoeg kan komen om weer terug naar het Langeveld te vliegen wordt er vervolgens een strandlanding gemaakt. Het vliegtuig wordt daar gedemonteerd en op een aanhanger terug gebracht.

## Vloot
De vloot van de KZC biedt mogelijkheden voor het opleiden van piloten, het rondvliegen van geïnteresseerden en het vliegen van overlands en wedstrijden.
De club beschikt over de volgende types:
- ASK-21, een tweezitter die zich leent voor het opleiden van piloten en het maken van kennismakingsvluchten.
- ASK-21b, een vernieuwde versie van bovenstaande ASK-21, de "21b" is eind 2019 fabrieksnieuw geleverd.
- ASK-23, een eenzitter die vanwege zijn bijna gelijke vliegeigenschappen met de ASK 21 wordt gebruikt door solisten.
- LS-4, een eenzitter met goede vliegprestaties. Het toestel wordt door gevorderde solisten en brevethouders gebruikt bij prestatievluchten en sommige wedstrijden.
- ASW-27, een prestatievliegtuig in de 15 meter klasse. Dit toestel beschikt over flaps waardoor bij elke snelheid het optimale vleugelprofiel ingesteld kan worden, het vliegtuig wordt uitsluitend gebruikt door ervaren gebrevetteerde leden. De ASW-27 is midden 2019 ter vervanging van de LS-8 aangeschaft.

Verder beschikt de club over twee houten vliegtuigen die in de jaren zestig door leden in de fabrieken van Fokker gebouwd zijn:
- K-8, een eenzitter met betrouwbare vliegeigenschappen die wordt gebruikt door solisten om te oefenen en brevethouders voor hellingvluchten.
- K-6, een eenzitter die ook onder andere gebruikt wordt voor hellingvluchten. In 2014 won de K6 de titel 'mooiste K6 van Nederland', uitgereikt door de Vereniging Historische Zweefvliegtuigen.[3]

## Dagelijkse gang
Iedere vliegdag is er om negen uur 's ochtends een zogenaamde briefing. Onder de aanwezige leden worden dan de taken verdeeld en wordt het vliegbedrijf opgestart. Afhankelijk van de windrichting wordt de lier opgesteld. Het starthok en de vliegtuigen worden naar de startplaats gebracht. Zodra de vliegtuigen geïnspecteerd zijn kan er gevlogen worden. Op basis van een volgordelijst wordt ervoor gezorgd dat iedereen ongeveer even vaak aan de beurt komt. Tegen het einde van de daglichtperiode worden alle spullen weer binnen gezet en wordt de vliegdag afgesloten.
| Vliegveldgegevens |                            |
| ----------------- | -------------------------- |
| Circuit           | Windafhankelijk            |
| Start             | Zuid van het oude lierpad  |
| Landen            | Noord van het oude lierpad |

## Communicatie
Kennemer grond: 123.350 MHz

## Historie
- 1945

Oprichting Kennemer Zweefvliegclub door personeelsleden van Fokker. Hoewel er jaren geleden pogingen zijn gedaan om een Fokker vliegclub op te richten is daar door gebrek aan belangstelling toch nooit iets van gekomen. Toch is in oktober 1945 de KZC opgericht door een groepje tekenaars van de Fokker fabriek in Amsterdam, die voor het merendeel in Haarlem woonden. De directie van Fokker gaf in 1946 toestemming om in de fabriek , weliswaar in de vrije tijd, de eerste twee zweefvliegtuigen helemaal zelf te bouwen, een ESG en een Grunau Baby. In 1947 waren beide vliegtuigen gereed.
- 1947

Eerste twee zweefvliegtuigen in eigen bouw zijn klaar, de ESG PH-186 en de PH-187 Grunau Baby
- 1953

Nadat jaren als gast is gevlogen op de vliegvelden Teuge, Valkenburg en Castricum is er een veld beschikbaar in de duinen bij Het Langeveld. Eindelijk hoeft men niet meer dagelijks Grunau Baby's te monteren en demonteren!
- 1957

Op 7 juni 1957 wordt de Kennemer Zweefvlieg Club officieel erkend als vereniging en worden de statuten goedgekeurd.
- 1958

Het eerste eigen gebouw op het vliegveld wordt in gebruik genomen. Met de eigen leden is de hangaar van 10x20 meter gebouwd.
- 1960

De WIZ-lier is ontwikkeld en gebouwd door de leden van de KZC en wordt in gebruik genomen.